# Mathäus Lauck
Mathäus Lauck (* 11. März 1931 in Flörsheim am Main) ist ein deutscher Kommunalpolitiker und Träger des Bundesverdienstkreuzes am Bande. Er wurde 2011 zum Ehrenbürger der Stadt Flörsheim am Main ernannt, die letzte Ernennung vor ihm war 1955.

## Politischer Werdegang
Mit 18 Jahren wurde Lauck Mitglied in der CDU, im Jahr 1953 wurde er Parteivorsitzender und übte diese Position 30 Jahre lang aus. Er wurde 1960 zum Stadtverordneten in Flörsheim gewählt. Zwischen 1968 und 1989 war er ehrenamtlich als Stadtverordnetenvorsteher aktiv, ebenso wurde er 1968 in den Kreistag des Main-Taunus-Kreises gewählt. In seiner Position als Stadtverordneter gehörte er über die Jahre dem Haupt- und Finanzausschuss sowie dem Bau-, Verkehrs- und Umweltausschuss an, teilweise als Vorsitzender. Im Jahr 1997 übernahm er den Vorsitz des Kreistages des Main-Taunus-Kreises. Ende März 2001 legte Lauck sein Mandat als Stadtverordneter in Flörsheim nieder, seit dem Frühjahr 2011 gehört er auch nicht mehr dem Kreistag an.

## Privates
Lauck wurde in einer Familie mit insgesamt sechs Kindern groß, er selbst hat drei Kinder und sieben Enkel. Mit seiner Frau Liesel ist er seit 1958 verheiratet († 2021). Lauck schloss sein Studium des Maschinenbaus 1956 ab und wurde Entwicklungs-Ingenieur, später war er 30 Jahre lang Verkaufsleiter auf dem deutschen und europäischen Markt.

## Mitgliedschaften
- Aufsichtsrat der Terra Erschließungs-GmbH (1973–2010)[1][2]
- Umlandverband Frankfurt (1977–1997)[1][2]
- Aufsichtsrat der Gesellschaft zur Rekultivierung der Kiesgrubenlandschaft Weilbach (GRKW) (seit 1980)[1][2]
- Aufsichtsrat der Rhein-Main-Deponie GmbH[3]

## Auszeichnungen
- 1974: Ehrenbrief des Landes Hessen[1][2]
- 1977: Ehrenring der Stadt Flörsheim am Main[1][2]
- 1978: Bundesverdienstkreuz am Bande[1][2]
- 2001: Bürgermedaille in Gold der Stadt Flörsheim am Main, Ernennung zum Ehrenstadtverordnetenvorsteher[1][2]
- 2011: Ernennung zum Ehrenbürger der Stadt Flörsheim am Main[1][2], Freiherr-vom-Stein-Plakette[5], Ehrenplakette in Gold[6]